# Shirley’s Wild Accordion
Shirley’s Wild Accordion (englisch Shirley’s wildes Akkordeon) ist ein Instrumentallied der britischen Band The Beatles, das 2012 auf der Wiederveröffentlichung des Films Magical Mystery Tour auf Blu-ray/DVD veröffentlicht wurde. Komponiert wurde es von John Lennon und Paul McCartney und unter der Autorenangabe Lennon/McCartney veröffentlicht.

## Hintergrund
Shirley’s Wild Accordion beruht auf den musikalischen Ideen von John Lennon und Paul McCartney. Das Instrumentallied hieß ursprünglich Accordion (Wild). Die Partitur wurde nach der Idee von Lennon/McCartney von Mike Leander für Shirley Evans geschrieben, damit sie die Melodie auf ihrem Akkordeon spielen konnte.
Shirley’s Wild Accordion sollte für den Film Magical Mystery Tour verwendet werden, wurde aber in dem endgültigen Schnitt entfernt. Shirley Evans spielt in einer Szene des Films mit, in der Ringo Starr die Mitreisenden zum gemeinsamen Singen auffordert. Kurz darauf singt der ganze Bus – auf dem Akkordeon begleitet von Shirley Evans – ein Medley von Liedern: Toot Toot Tootsie, Goodbye, The Happy Wanderer, When Irish Eyes Are Smiling, When the Red Red Robin Comes Bob Bob Bobbin’ Along, Never on Sunday und Cancan – keiner der Titel stammt von den Beatles. 
Ein weiteres Instrumentallied, das in dem Film Magical Mystery Tour verwendet wurde, ist Jessie's Dream, das unter der Autorenangabe McCartney/Starkey/Harrison/Lennon aufgelistet wurde. Das Lied Jessie's Dream wurde nicht in den Abbey Road Studios aufgenommen, daher existieren keine weitergehenden Informationen.

## Aufnahme
Shirley’s Wild Accordion wurde am 12. Oktober 1967 in den Londoner Abbey Road Studios (Studio 3) mit dem Produzenten John Lennon eingespielt. Lennon wurde erstmals als Produzent aufgeführt, da sich George Martin in den De Lane Lea Studios befand, um Abmischungen vorzunehmen. Ken Scott war der Toningenieur der Aufnahmen. 
Ungewöhnlich war, dass lediglich Paul McCartney und Ringo Starr als Mitglieder der Beatles bei diesem Lied mitwirkten, die musikalische Hauptakteurin war Shirley Evans als Akkordeonspielerin, unterstützt von ihrem zukünftigen Ehemann Reg Wale.
Die Band nahm insgesamt acht Takes auf, wobei der 8. Take für die finale Version verwendet wurde, es wurden anschließend noch Overdubs eingespielt. Die Aufnahmesession dauerte zwischen 18:30 und 2 Uhr (morgens). Der Arbeitstitel des Liedes hieß ursprünglich Accordion (Wild).
Die Abmischung von Shirley’s Wild Accordion erfolgte am selben Tag, am 12. Oktober 1967, in Mono. Es wurden drei verschiedene Monoabmischungen hergestellt, wobei die zweite Abmischung den Untertitel Waltz und die dritte Freaky Rock trägt. Eine Abmischung in Stereo erfolgte im Jahr 1967 nicht. 
Im Jahr 2012 wurden die Tonspuren des Films Magical Mystery Tour von Sam Okell und Giles Martin in Stereo und 5.1 neu abgemischt.
Besetzung:
- Shirley Evans: Akkordeon
- Reg Wale: Perkussion
- Paul McCartney: Maracas, Hintergrundstimme
- Ringo Starr: Schlagzeug

## Veröffentlichung
Am 5. Oktober 2012 erschien erneut der Film Magical Mystery Tour auf Blu-ray und DVD, Shirley’s Wild Accordion ist als Hintergrundmusik zur bisher unveröffentlichten Szene Nat’s Dream enthalten. Es ist nicht dokumentiert, welche Version von Shirley’s Wild Accordion für die Veröffentlichung verwendet wurde.